# Фаунтін-Лейк (Арканзас)
Фаунтін-Лейк (англ. Fountain Lake) — місто (англ. town) в США, в окрузі Гарленд штату Арканзас. Населення — 475 осіб (2020).

## Географія
Фаунтін-Лейк розташований на висоті 180 метрів над рівнем моря за координатами 34°36′50″ пн. ш. 92°55′11″ зх. д. / 34.61389° пн. ш. 92.91972° зх. д. (34.614003, -92.919727).  За даними Бюро перепису населення США в 2010 році місто мало площу 10,10 км², уся площа — суходіл. В 2017 році площа становила 10,89 км², уся площа — суходіл.

## Демографія
Згідно з переписом 2010 року, у місті мешкали 503 особи в 200 домогосподарствах у складі 144 родин. Густота населення становила 50 осіб/км².  Було 214 помешкання (21/км²). 
Расовий склад населення:
| - 91,1 % — білих - 2,8 % — чорних або афроамериканців - 1,2 % — азіатів - 0,6 % — корінних американців |

До двох чи більше рас належало 3,6 %. Іспаномовні складали 1,2 % від усіх жителів.
За віковим діапазоном населення розподілялося таким чином: 24,9 % — особи молодші 18 років, 58,2 % — особи у віці 18—64 років, 16,9 % — особи у віці 65 років та старші. Медіана віку мешканця становила 39,5 року. На 100 осіб жіночої статі у місті припадало 102,8 чоловіків;  на 100 жінок у віці від 18 років та старших — 96,9 чоловіків також старших 18 років.
Середній дохід на одне домашнє господарство  становив 52 279 доларів США (медіана — 48 125), а середній дохід на одну сім'ю — 59 178 доларів (медіана — 55 250). За межею бідності перебувало 10,0 % осіб, у тому числі 6,3 % дітей у віці до 18 років та 13,8 % осіб у віці 65 років та старших.
Цивільне працевлаштоване населення становило 169 осіб. Основні галузі зайнятості: освіта, охорона здоров'я та соціальна допомога — 33,7 %, виробництво — 13,6 %, фінанси, страхування та нерухомість — 9,5 %, науковці, спеціалісти, менеджери — 8,3 %.
За даними перепису населення 2000 року в Фаунтін-Лейк проживало 409 осіб, 126 сімей, налічувалося 161 домашнє господарство і 174 житлових будинки. Середня густота населення становила близько 44,5 осіб на один квадратний кілометр. Расовий склад Фаунтін-Лейк за даними перепису розподілився таким чином: 97,56 % білих, 0,24 % — чорних або афроамериканців, 0,98 % — корінних американців, 0,49 % — представників змішаних рас, 0,73 % — інших народів. Іспаномовні склали 0,73 % від усіх жителів міста.
З 161 домашніх господарств в 32,3 % — виховували дітей віком до 18 років, 59,0 % представляли собою подружні пари, які спільно проживали, в 13,7 % сімей жінки проживали без чоловіків, 21,7 % не мали сімей. 16,8 % від загального числа сімей на момент перепису жили самостійно, при цьому 4,3 % склали самотні літні люди у віці 65 років та старше. Середній розмір домашнього господарства склав 2,54 особи, а середній розмір родини — 2,85 особи.
Населення міста за віковим діапазоном за даними перепису 2000 року розподілилося таким чином: 23,2 % — жителі молодше 18 років, 8,1 % — між 18 і 24 роками, 30,1 % — від 25 до 44 років, 26,7 % — від 45 до 64 років і 12,0 % — у віці 65 років та старше. Середній вік мешканця склав 38 років. На кожні 100 жінок в Фаунтін-Лейк припадало 101,5 чоловіків, у віці від 18 років та старше — 97,5 чоловіків також старше 18 років.
Середній дохід на одне домашнє господарство в місті склав 30 469 доларів США, а середній дохід на одну сім'ю — 31 188 доларів. При цьому чоловіки мали середній дохід в 25 547 доларів США на рік проти 11 731 долар середньорічного доходу у жінок. Дохід на душу населення в місті склав 15 943 долари на рік. 8,1 % від усього числа сімей в окрузі і 16,2 % від усієї чисельності населення перебувало на момент перепису населення за межею бідності, при цьому 23,5 % з них були молодші 18 років.